# 小布罗赫尔空军基地
小布罗赫尔空军基地（荷蘭語：Vliegbasis Kleine-Brogel）是比利时空军的一个机场，位于佩尔市区东部0.8海里（1.5；0.92英里）小布罗赫尔村。这个机场是比利时空军第10战术联队的基地，运作F-16戰隼戰鬥機。